# Moyamba (distrikt)
Moyamba är ett distrikt i Southern Province i Sierra Leone. Huvudort samt största stad är Moyamba och vid folkräkningen 2015 hade distriktet 318 588 invånare.
Distriktet bildades vid Sierra Leones administrativa omorganisation 1920.

## Administrativ indelning
Distriktet består av fjorton hövdingadömen.
| - Bagruwa - Bumpeh - Dasse - Fakunya - Kagboro - Kaiyamba - Kamajei | - Kongbora - Kori - Kowa - Lower Banta - Ribbi - Timdale - Upper Banta |

## Befolkningsutveckling
| Befolkningsutvecklingen i Moyamba 1963–2015 | Befolkningsutvecklingen i Moyamba 1963–2015 | Befolkningsutvecklingen i Moyamba 1963–2015 | Befolkningsutvecklingen i Moyamba 1963–2015 | Befolkningsutvecklingen i Moyamba 1963–2015 |
| ------------------------------------------- | ------------------------------------------- | ------------------------------------------- | ------------------------------------------- | ------------------------------------------- |
|                                             |                                             |                                             |                                             |                                             |
| År                                          |                                             |                                             | Folkmängd                                   |                                             |
| 1963                                        | 1963                                        |                                             | 167 425                                     |                                             |
| 1974                                        | 1974                                        |                                             | 188 745                                     |                                             |
| 1985                                        | 1985                                        |                                             | 250 514                                     |                                             |
| 2004                                        | 2004                                        |                                             | 260 910                                     |                                             |
| 2015                                        | 2015                                        |                                             | 318 588                                     |                                             |
|                                             |                                             |                                             |                                             |                                             |